# Hôtel de Chanlas
L'hôtel de Chanlas est un monument historique situé à Sélestat, dans le département français du Bas-Rhin.

## Localisation
Ce bâtiment est situé au 1, rue des Franciscains à Sélestat.

## Historique
L'édifice fait l'objet d'un classement au titre des monuments historiques depuis 1983.
L'édifice fait l'objet d'une inscription au titre des monuments historiques depuis 1983.

## Architecture

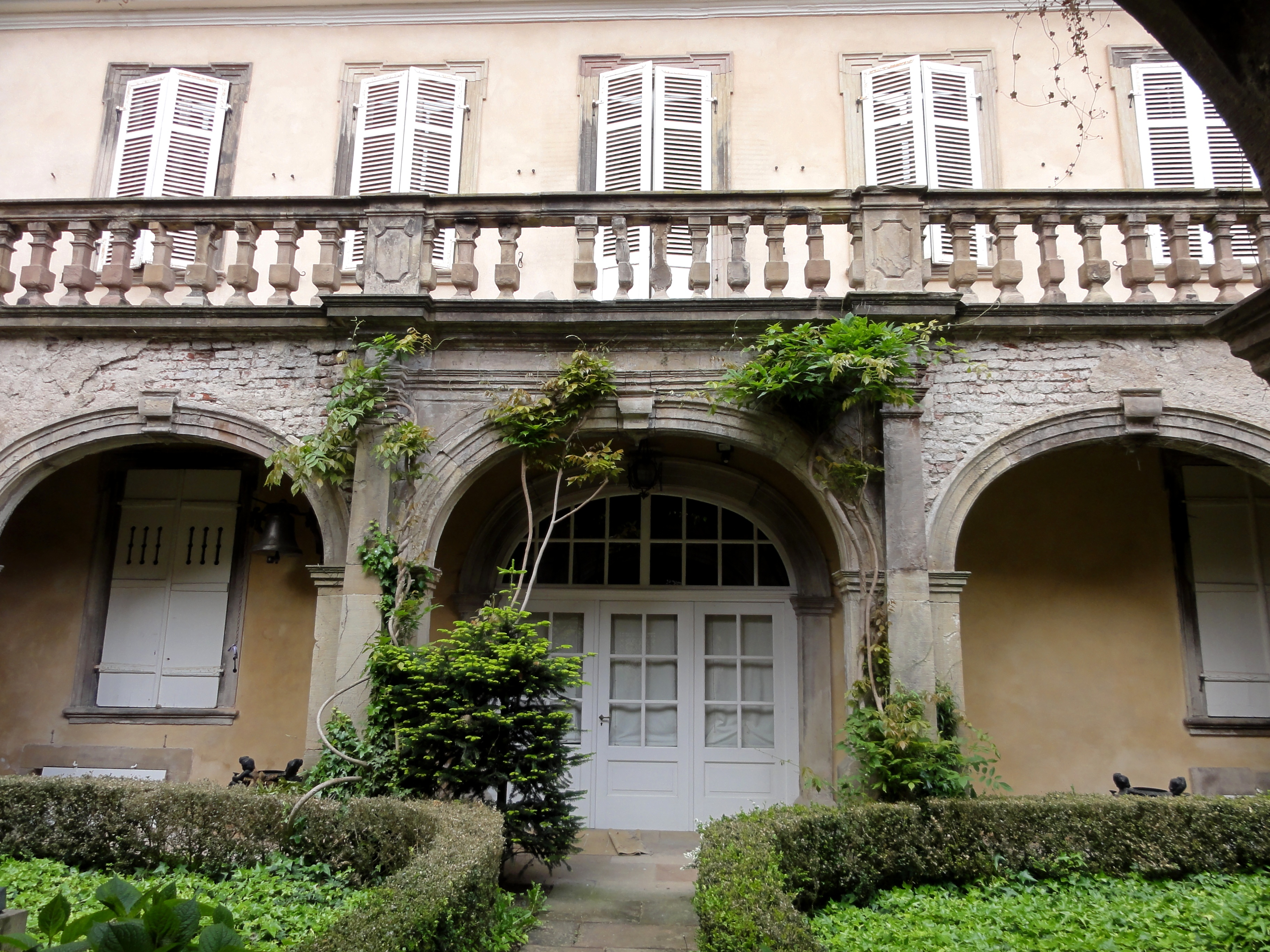